# FMA Ae. C.2
ФМА Ae. C.2 (исп. FMA Ae. C.2) — серия аргентинских лёгких винтовых самолётов 1930-х годов. Спроектированы командой инженеров кордовского Института аэротехники. Ae. C.2 — второй самолёт собственной разработки фирмы FMA (исп. Fábrica Militar de Aviones).

## История создания и службы
В 1930 годах в Аргентине существовало полтора десятка гражданских любительских аэроклубов. Клубам, пользовавшимся поддержкой государства, требовался двухместный учебно-тренировочный самолёт. К его разработке приступила государственная авиастроительная компания FMA в Кордове.
Первый полёт прототип совершил 18 апреля 1932 года под управлением лётчика-испытателя Хосе Онорио Родригеса (исп. José Honorio Rodríguez). 16 июня того же года пример-теньенте Хусто Арана Осорио и Мартин Р. Каиро́ совершили показательный полёт по 14 провинциям страны.
Самолёты серии использовались аргентинскими аэроклубами, а один из прототипов был передан в эскадрилью Sol de Mayo (рус. «Майское солнце»), где ему поменяли мотор на более мощный семицилиндровый 240-сильный Wright R-760. Прототип № 001 был куплен правительством провинции Сан-Хуан.
В 1934 году был выпущен двухместный учебный и разведывательный вариант — Ae. MO.1. В июле того же года несколько единиц было куплено армией.

## Конструкция

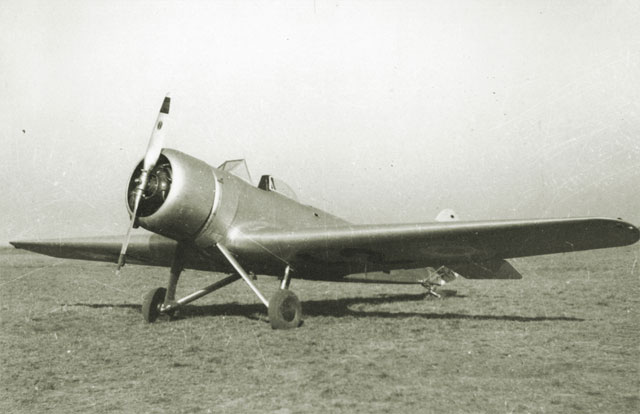
Ae. MOe.1

Базовый вариант — FMA Ae. C.2, представлял собой свободнонесущий моноплан смешанной конструкции с низкорасположенным крылом. Кабина открытого типа, со сдвоенным управлением. Лётчик и пассажир располагались тандемно. Хвостовое оперение — расчалочное, шасси — неубирающееся, с хвостовым костылём.
Прототип был оснащён звездообразным мотором Wright R-540 Whirlwind.

## Варианты
- Ae. C.2 (Civil) — гражданская версия, выпущено 2 единицы.
- Ae. ME.1 (Militar de Entrenamiento) — военная учебно-тренировочная версия, выпущено 7 единиц.
- Ae. MO.1 (Militar de Observación) — разведывательный самолёт, выпущена 41 единица.
- Ae. MOe.1 (Militar de Observación y Entrenamiento) — разведывательный и учебно-тренировочный самолёт, выпущено 6 единиц.
- Ae. MOe.2 — разведывательный и учебно-тренировочный самолёт, выпущено 14 единиц.
- Ae. MS.1 (Militar Sanitario) — санитарный самолёт с пассажирской кабиной, рассчитанной на перевозку четырёх больных, выпущена 1 единица.

## Тактико-технические характеристики

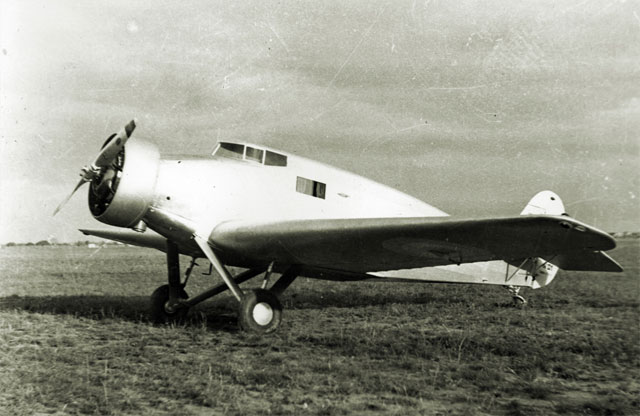
Прототип Ae. MS.1

Базовая модель — FMA Ae. C.2
Источник данных: журнал «Мировая авиация» № 131, Á. C. Arreguez. Fábrica Militar de Aviones: Crónicas y Testimonios

Технические характеристики
- Экипаж: 1
- Пассажировместимость: 1
- Длина: 7,90 м
- Размах крыла: 12,00 м
- Высота: 2,60 м
- Площадь крыла: 19 м²
- Масса пустого: 750 кг
- Максимальная взлётная масса: 1230 кг
- Силовая установка: 1 × ПД Wright R-540 Whirlwind
- Мощность двигателей: 1 × 165 л.с. (1 × 123 кВт)

Лётные характеристики
- Максимальная скорость: 220 км/ч
- Крейсерская скорость: 170 км/ч
- Боевой радиус: 1150 км
- Практический потолок: 5 000 м